# 上癮 (網路劇)
《上癮》是一部中国网络同志剧，由導演丁偉執導，黃景瑜，許魏洲主演，改编自朱文嬌（筆名柴雞蛋）的网络同志小說《你丫上瘾了》。该剧于2015年11月开拍，2016年1月29日在愛奇藝、騰訊視頻播出，收获过亿人次点击率，在台湾以及东南亚国家也引起关注。
2016年2月22日，該劇第12集播出後在中国下架；翌日，片方在YouTube釋出完整版。《上瘾》下架是同志题材成为中国大陆影视禁区的标志。

## 演员阵容

### 主要角色
| 演員   | 角色   | 關係/暱稱 |
| 黃景瑜 | 顧海   | 小海／大海（白父多用） 白洛因之繼弟兼同學，後成為情侶 顧威霆之子，但因其母親之死而一直對顧威霆心懷怨憤 姜圓之繼子 顧洋之堂弟 楊猛、尤其之同學 李爍、周似虎之小時玩伴兼好友 金璐璐之男友，後分手 初時不知道與白洛因為繼兄弟，機緣巧合下二人同時就讀高二27班，初時為敵人互相打鬧捉弄後來開始對因子產生好感以及暗戀他，是個佔有慾強會吃醋而且有點好色的恐怖情人。第7集入住白洛因家，第10集得知兩人身世後一度不和，第11集顧海用另類手段綁架因子並大膽表白，二人關係進一步發展，後來正式戀愛並同居 小說版經過八年後發生了無數令他們刻骨銘心的事最後成功地和白洛因结婚 並幸福地生活下去                          |
| 許魏洲 | 白洛因 | 洛因／因子 顧海之繼兄兼同學，後成為情侶 白漢旗、姜圓之子，對姜圓再婚感到不滿 顧威霆之繼子 鄒嬸之繼子 孟通天之繼兄 楊猛之小時玩伴、同學兼好友 尤其之同學兼好友 石慧之前男友 是個家境貧窮卻很聰明的高材生，口硬心軟表裡不一的人，初時不知道與顧海為繼兄弟，機緣巧合下二人就讀高二27班，初時為敵人後來互相打鬧捉弄下開始互相產生好感成為朋友並互相喜歡對方，表面上好像很冷淡不太在乎顧海但是內心卻很關心和喜歡他，第10集得知兩人身世後一度不和，第11集被顧海綁在床上強行告白，後來兩人關係進一步發展成為情侶並同居在一起。 小說版經過八年後發生了無數令他們刻骨銘心的事 最後成功地和顧海結婚 並幸福地生活下去 |
| 林楓松 | 尤其   | 白洛因之同學及好友，初時暗戀因子 顧海、楊猛之同學 喜歡欺負楊猛，後期其實內心很喜歡楊猛，最後與楊猛在一起。 |
| 陳穩   | 楊猛   | 白洛因之小時玩伴、同學兼好友 顧海、尤其之同學 經常被尤其欺負，最後與尤其在一起。 |

### 其他角色
| 演員   | 角色          | 關係/暱稱 |
| 王宇   | 顧洋          | 顧海之堂哥 顧威霆之侄子 |
| 王東   | 顧威霆        | 顧海之父，與其關係緊張 白洛因之繼父 姜圓之現任丈夫 顧洋之叔叔 少將、軍隊首長                                                                      |
| 劉曉曄 | 姜圓          | 白洛因之母 顧海之繼母 顧威霆之妻 白漢旗之前妻 |
| 宋濤   | 白漢旗        | 白洛因之父 姜圓之前夫 鄒嬸之鄰居，第13集成為其丈夫 孟通天之繼父                                                                                   |
| 孔少雄 | 李爍          | 顧海之小時玩伴兼好友 |
| 朱文碩 | 周似虎        | 顧海之小時玩伴兼好友 |
| 婁清   | 金璐璐        | 顧海之前女友，於第10集分手 第6集誤以為單曉璇為顧海女友而毆打她                                                                                    |
| 周雨彤 | 石慧          | 白洛因之前女友，一直在國外唸書，於第15集回國，並出現在白洛因面前                                                                                  |
| 蘇麗   | 鄒秀雲 (鄒嬸) | 白家之鄰居。原有一夫，但已失蹤多年。第14集成為白漢旗之妻子 孟通天之母親 白洛因之繼母 在街邊擺攤賣早餐，第10集在顧海暗中幫助下免費租借店舖繼續經營 |
| 張緯倫 | 孟通天        | 鄒嬸之兒子 白漢旗之繼子 白洛因之繼弟 |
| 王小虎 |               | 高二27班體育老師 |
| 張芷榕 | 單曉璇        | 鄰班同學，喜歡顧海，經常找他說話 第6集被金璐璐誤以為顧海女友而被打                                                                                |
| 熊欣   | 羅曉瑜        | 高二27班班主任 長得很像姜圓 |
| 梁秋毅 | 孫警衛        | 顧威霆之部屬 |
| 夏月   | 董娜          | 鄰班同學 暗戀尤其 |
| 潘雨晨 |               | 高二27班語文老師 |
| 孟祥旭 | 武放          | 鄰班同學 不滿白洛因在考試獲高分而惡語挑釁他，及後因顧海為白洛因出頭而被打                                                                         |
| 常樹林 |               | 高二27班數學老師 |
| 張瀟祥 |               | 校醫 |
| 劉文龍 |               | 教導主任 |
| 高世平 |               | 計程車司機 經常接載顧海 |
| 李軍   |               | 白家之鄰居 |
| 王然   |               | 被金璐璐要求假裝外遇 |
| 趙邦樹 |               | 顧海之房東，顧海入住白家後退租 |
| 張磊   |               | 綁匪，退伍軍人 被顧海要求綁架白洛因 |
| 李璇   |               | 綁匪，退伍軍人 被顧海要求綁架白洛因 |
| 唐志榮 |               | 燒烤攤主 |
| 楊凱文 | 苗經理        | 同潔製冷設備公司人事部經理 第9集聘請白漢旗 |
| 張依草 | 白奶奶        | 白漢旗之母親 白洛因之祖母 |
| 章東昇 |               | 廠長 白漢旗之前上司 |
| 蘇菲   | 房菲          | 顧海之姨姐 第1集幫顧海申請轉學 |
| 黃亞莉 |               | 攤主 |
| 申津津 |               | 攤主 |

## 音乐原声
| 曲名     | 演唱           | 作曲     | 作詞   | 備註   |
| 海若有因 | 許魏洲、黃景瑜 | 許魏洲   | 柴雞蛋 | 片頭曲 |
| 慢慢走   | 許魏洲         | 許魏洲   | 李泊龍 | 片尾曲 |
| 我想     | 長宇           | 小龍牢司 | 張大衛 | 插曲   |

- 《海若有因》－《慢慢走》上癮 網路劇主题曲MV（页面存档备份，存于）

## 制作
该剧由小说《你丫上瘾了》改编，由北京锋芒文化、北京振华电影制片联合出品，壹酷文化和华策影视发行，制作宣发成本约500万元。
第一季共15集，于2015年11月底于北京开机，并于同年12月23日封镜，并陆续放出预告片。
原小說作者柴雞蛋曾透露第二季的籌備工作未受影響，可能於2016年3月啟動，5月正式開拍，且由第一季原班人馬演出。
但有分析指出，在监管层强化网络剧监管措施后，第二季将被搁置。而在2016年4月17日《上瘾》网络剧官方通过微博宣布全剧终，暂无拍摄第二季的计划。

## 與原著相異之處
| 人物／情節       | 原著                           | 網絡劇                       |
| 白家爺爺         | 與白漢旗、白洛因、白奶奶同住   | 不存在                       |
| 楊猛班級         | 與白洛因、顧海、尤其等人不同班 | 與白洛因、顧海、尤其等人同班 |
| 單曉璇班級       | 與白洛因、顧海、尤其等人同班   | 鄰班                         |
| 顧威霆、姜圓婚禮 | 顧海、白洛因各自找人鬧場       | 情節刪除                     |
| 鄒嬸之夫         | 大鬧鄒嬸和白洛因家             | 未登場、情節刪除             |
| 顧洋外貌         | 神似顧海                       | 不似顧海                     |

## 下架
2月18日，《山东商报》评论援引分析人士指出，该剧因涉及到同性恋题材，可能因此触及红线而被封杀。还有网络剧从业人员指出，该剧在制作与宣发层面均没有进行“正面引导”，已然挑战当局审查要求。也有网友将节目的结局归咎于剧组炒作删减戏份等营销策略，指出其早已为节目下线做好准备。
2016年2月22日，第12集播出後不久，中国各大视频网站内不能搜索、播放该剧，相关花絮视频也均不能播放，意味着该剧在中国国内已“正式下架”。对此制片人之一、原著小说作者柴鸡蛋表示，上瘾的下线是“大环境因素”所致，其另一部题材相似的网络剧《逆袭之爱上情敌》也同一时间下线，而腾讯视频等视频网站则未对节目下线做出解释。中国国内未能播出的第13至15集在2月23日晚，於華策影視的YouTube頻道上載。
该剧下线也牽連演員。黃景瑜、許魏洲參與錄製的《快樂大本營》遭到禁播。此外，黃景瑜原定加盟的深圳衛視戶外競技真人秀《極速前進》也緊急換人。
该剧下线后，在新浪微博上同样引发热烈讨论，相关话题阅读量也超过12亿人次。而在“成都市關心下一代工作委員會”发起的一项网络投票中，参与投票的13,000名网友95%反对《上瘾》网络剧下线。评论认为，同性恋话题在中国大陆尚属敏感、且该剧部分台词相对露骨，可能是节目下线的主要原因。部分网友进一步将矛头指向中国廣電總局，甚至有人爆料称具体理由为「涉及未成年戀情」、「不正常性行為」、「主角名字涉及毒品」，法新社文章也暗示广电总局主导的审查可能对节目的下线负有责任。2月27日的中国电视剧行业年会上，广电总局网络视听节目管理司司长罗建辉在报告中指出，“有的网络剧专门刻画同性恋情，低俗化倾向突出”，有意冲击监管底线，被认为是监管部门对该剧的表态。
《上瘾》下架是同志题材逐渐成为中国大陆影视禁区的标志。2018年夏，去除原著耽美设定的网剧《镇魂》在依靠演员演技爆红成为现象级作品后，仍与《上瘾》遭遇了同样被下架的待遇。

## 影响
节目播出引发收视热的同时，在中国社交媒体上也引发热潮，“上瘾”关键字屡次登上新浪微博的热门话题，其中一个话题阅读量达到8.4亿人次。 2月17日，该剧主演做客网络直播访谈节目，在线观众达195万人。
评论认为，该剧直面同性恋话题，主角“颜值”讨喜，制作水准超过同类作品，甚至被誉为中国“国产同性恋题材网剧新标杆”，也有文章分析指出，该剧应归于所谓“BL”题材，因而吸引到大批年輕女性观众。
该剧在台湾、泰国、越南等地也拥有相当数量观众，甚至引发台湾观众隔空向男主角顾海示爱，节目的下线也在台湾引发粉丝的抗议声浪。
著名影星劉德華在4月8日接受香港商業電台叱咤903《口水多過浪花》訪問時，亦指出收看了該劇。4月16日，歌手張惠妹在泰國曼谷舉辦巡迴演唱會，正值同志年度盛事的潑水節慶，特別邀請了黃景瑜當嘉賓合唱。